# Budî, Icinea
Budî (în ucraineană Буди) este localitatea de reședință a comunei Budî din raionul Icinea, regiunea Cernihiv, Ucraina.

## Demografie
Componența lingvistică a localității Budî
     Ucraineană (97,76%)
     Rusă (1,79%)
Conform recensământului din 2001, majoritatea populației localității Budî era vorbitoare de ucraineană (97,76%), existând în minoritate și vorbitori de rusă (1,79%).